# Райчур
Райчур (англ. Raichur) — місто у Південній Індії, центр округу Райчур в штаті Карнатака.

## Географія
Райчур розташований на плато Декан у доабі річок Крішна та Тунґабгадра.

### Клімат
Місто знаходиться у зоні, котра характеризується кліматом помірних степів та напівпустель. Найтепліший місяць — квітень із середньою температурою 31.2 °C (88.1 °F). Найхолодніший місяць — грудень, із середньою температурою 22.6 °С (72.6 °F).
| Клімат Райчура          | Клімат Райчура | Клімат Райчура | Клімат Райчура | Клімат Райчура | Клімат Райчура | Клімат Райчура | Клімат Райчура | Клімат Райчура | Клімат Райчура | Клімат Райчура | Клімат Райчура | Клімат Райчура | Клімат Райчура |
| Показник                | Січ.           | Лют.           | Бер.           | Квіт.          | Трав.          | Черв.          | Лип.           | Серп.          | Вер.           | Жовт.          | Лист.          | Груд.          | Рік            |
| Середній максимум, °C   | 30,2           | 32,9           | 36,4           | 38,3           | 37,9           | 33,2           | 30,4           | 30,1           | 30,8           | 30,9           | 29,5           | 28,9           | 32,5           |
| Середня температура, °C | 23,3           | 25,6           | 28,9           | 31,2           | 31             | 28,1           | 26,4           | 26             | 26,2           | 25,9           | 23,9           | 22,5           | 26,6           |
| Середній мінімум, °C    | 16,4           | 18,4           | 21,4           | 24,1           | 24,2           | 23,1           | 22,3           | 22             | 21,6           | 21             | 18,3           | 16,3           | 20,8           |
| Норма опадів, мм        | 1.3            | 0.9            | 4.9            | 26.5           | 48.9           | 57.5           | 67.5           | 68.6           | 131.9          | 113.3          | 34.8           | 7.3            | 563.5          |
| ----------------------- | -------------- | -------------- | -------------- | -------------- | -------------- | -------------- | -------------- | -------------- | -------------- | -------------- | -------------- | -------------- | -------------- |
| Джерело: Weatherbase    |                |                |                |                |                |                |                |                |                |                |                |                |                |